# Echinopora tiranensis
Espèce
Statut CITES
Echinopora tiranensis est une espèce de coraux appartenant à la famille des Merulinidae ou la famille Faviidae.